# 물 축전기

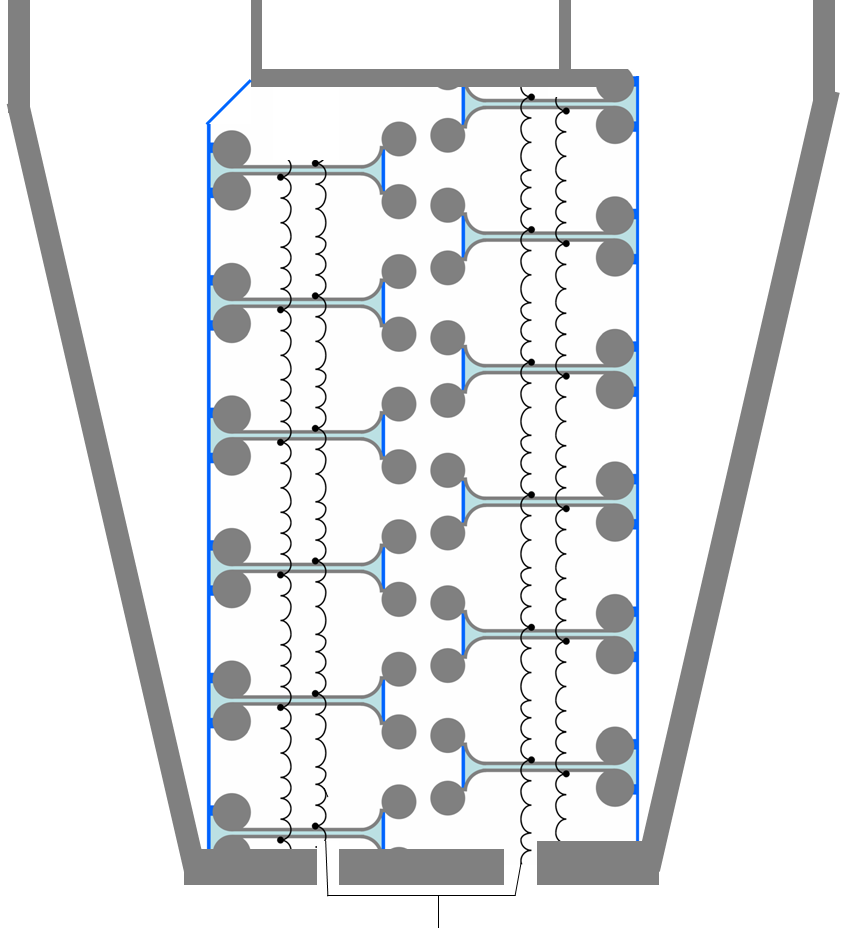
물 축전기에 기반하여 유도 연결된 막스 발전기의 모식도. 청색은 도체 사이에 놓인 물이고 중앙 열에 구형 스파크 갭이 놓여 축전지의 급속한 연쇄 충전과 방전이 이루어지게 한다.

물 축전기는 물을 유전체로 사용하는 축전기이다.

## 작동 이론
축전기는 전기 에너지를 전달하면서 그것을 저장하거나 지연시킬 수 있는 장치이다. 축전기는 떨어져 있는 두 개의 전도체와 그 사이에 놓인 유전체로 구성되어 있다. 유전체는 충분한 절연성을 지닌 절연체로 공기, 종이, 특정 반도체와 같은 물질들이 사용된다. 축전기 자체는 아무런 전기 에너지가 없는 고립된 절연체이며 동일한 전기 특성을 갖는 두 개의 도체면이 서로 마주보고 있다.

## 물의 유전체적 특징
보통의 축전기는 유리나 세라믹과 같이 전기적으로 중성인 유전체를 사용한다. 물은 전해 축전기와 같이 극성을 지니게 되지만 매우 짧은 시간내에 환원 반응을 통해 원래의 중성으로 돌아오는 특징을 보인다. 물이 아닌 다른 액체들은 대개 전하가 놓일 때 탄화 하거나 시간에 따라 물성이 변하여 회복되지 않는다.
유전체로서 물의 단점은 전압을 유지할 수 있는 시간이 수 마이크로 초에서 십여 마이크로 초로 매우 짧다는 것이다. 반면에 이온교환법을 이용하여 용존 이온을 제거한 탈이온화수는 상대적으로 저렴하고 환경 위험이 없는 장점을 갖고 있다. 또한 순수한 물은 비유전율이 큰 훌륭한 유전체이다. 단점인 전기장 유지 시간을 개선하면 물 축전기는 보다 많은 곳에 이용될 수 있을 것이다.
물은 오랫동안 전하를 축적하지 못하기 때문에 전기용량이 작다. 이것은 유전체로서는 큰 단점이어서 산업용 축전기의 유전체로는 사용되지 않는다. 그러나 짧은 시간에 중성으로 복원되는 성질을 이용하기 위해 탈이온화수를 유전체로 사용하여 매우 높은 전압에서 아주 짧은 펄스를 발생할 경우와 같은 예외적인 경우에 물 축전기를 사용할 수 있다. 예를 들면 엑스선 펄스 발생기와 같은 것이 있다.

## 사용
간단한 물 축전기는 유리병에 물을 체운 형태이다. 병 양쪽에 전도체가 연결된다. 물 축전기의 품질은 온도, pH 값, 염분 농도 등에 의해 크게 좌우된다. 따라서 산업적으로 이용되지는 않으며 연구실에서 제작되어 사용되는 수준이다.
순수하게 정제된 물의 펄스 내전압은  매우 높아 100kv/cm로 건조한 공기가 동일한 내전압을 보이려면 도체 사이가 100mm 떨어져 있어야 한다.모든 유전체는 어느 정도의 조건 아래에서만 절연체로 작용한다. 그것을 넘어서면 절연이 파괴되어 방전 현상이 일어난다. 공기 중의 절연 파괴인 번개와 같은 현상이 대표적이다.
물은 전기 에너지를 오랫동안 유지하지 못하기 때문에 그 이상을 넘어서면 절연이 파괴되어 도체처럼 행동한다.

## 참고 문헌
- Egal,Hammer, Geoff, Spinner. “Water and Glass Capacitor”. 《Reseah in Utilization of Free Energy Found in Nature》. Geoff Egal. 2018년 8월 19일에 원본 문서에서 보존된 문서. 2013년 3월 26일에 확인함.
- Bolund, Björn F.; Berglund, M.; Bernhoff, H. (March 2003). “Dielectric study of water/methanol mixtures for use in pulsed-power water capacitors”. 《Journal of Applied Physics》 93 (5). doi:10.1063/1.1544644.
- Korotkov, S; Aristov, Y; Kozlov, A; Korotkov, D; Rol'nik, I (March 2011). “A generator of electrical discharges in water.”. 《Instruments & Experimental Techniques》 54 (2): 190–193. doi:10.1134/s0020441211010246. 2013년 4월 4일에 확인함.
- Schulz, Alexander (2011). 《Capacitors : Theory, Types, And Applications》 (eBook). Ipswich, MA: Nova Science Publishers.
- Dorf, Richard C.; Svoboda, James A. (2001). 《Introduction to Electric Circuits》 5판. New York: John Wiley & Sons. ISBN 978-0-471-38689-6.
- “The First Condenser — A Beer Glass”. SparkMuseum.
- Roger S. Amos, Geoffrey William Arnold Dummer (1999). 《Newnes Dictionary of Electronic》 4판. Newnes. 83쪽. ISBN 0-7506-4331-5.
- Fink, Donald G.; H. Wayne Beaty (1978). 《Standard Handbook for Electrical Engineers, Eleventh Edition》. New York: McGraw-Hill. ISBN 0-07-020974-X.
- Bellis, Mary. “History of the Electric Battery”. About.com. 2023년 3월 7일에 원본 문서에서 보존된 문서. 2018년 4월 12일에 확인함.